# Чешские диалекты

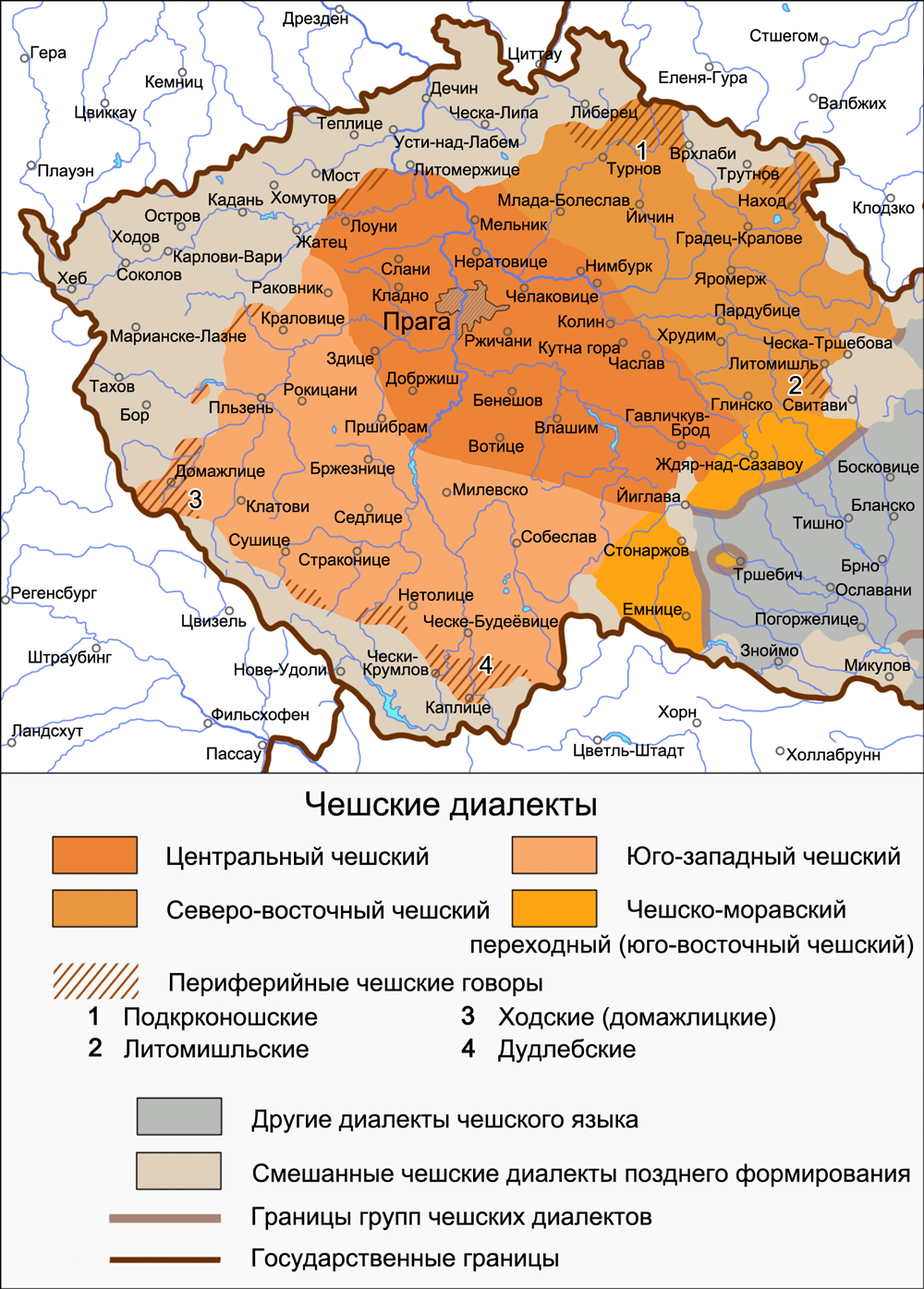
Чешские диалекты

Че́шские диале́кты (собственно чешские диалекты, чешская группа диалектов) (чеш. česká nářečí, česká nářeční skupina, česká nářečí v užším smyslu) — группа диалектов чешского языка, распространённых в западной части чешского языкового ареала (в исторической области Богемия). Является одной из четырёх традиционно выделяемых диалектных групп наряду с центральноморавской (ганацкой), североморавской (силезской, или ляшской) и восточноморавской (моравско-словацкой). В состав чешской диалектной группы включают центральный, северо-восточный, юго-западный и юго-восточный (переходный чешско-моравский) диалекты. В составе северо-восточного диалекта выделяют подкрконошские, кладские и литомишльские говоры, в составе юго-западного диалекта — ходские и дудлебские говоры.
Для чешских диалектов характерны наличие долгих гласных (á, í, ú), дифтонгов (eɪ̯, ou̯), протетического v, оглушение в группе sh и другие диалектные черты.
На основе чешских диалектов, прежде всего центрального (среднечешского), сформировался литературный чешский язык и наддиалектный народно-обиходный чешский язык (obecná čeština), широко распространившийся в Чехии как язык повседневного общения.

## Область распространения
Чешские диалекты распространены на территории исторической области Чехии, или Богемии, с исконно чешским населением, исключая новонаселённые области. Данная территория включает Краловеградецкий, Либерецкий, Среднечешский, Южночешский и Пльзенский края, а также восточные части края Высочина и Пардубицкого края.
С северо-запада и с юго-запада к чешским диалектам примыкают новонаселённые области со смешанными диалектами, с севера чешские диалекты граничат как со смешанными чешскими диалектами, так и с новыми смешанными диалектами польского языка Нижней Силезии. На востоке чешские диалекты граничат с центральноморавскими.

## Особенности диалектов
Чешские диалекты характеризуются следующими фонетическими, морфологическими и лексическими диалектными особенностями:

### Фонетика
1. Наличие пяти кратких (a, o, u, e, i) и трёх долгих гласных (á, í, ú). Наличие долгих гласных объединяет собственно чешскую с центральноморавской и восточноморавской группами диалектов и противопоставляет их североморавской группе, в которой долгие гласные отсутствуют.
2. Неразличение i — y как и в литературном языке и во всех диалектах, кроме североморавского.
3. Дифтонгизация y (в некоторых случаях i) — /ej/ < *ȳ (*ī) — в отличие от остальных групп диалектов и литературного языка: mlejn (чеш. литер. mlýn, рус. мельница), dobrej (чеш. литер. dobrý, рус. хороший), cejtit (чеш. литер. cítit, рус. чувствовать), vozejk (чеш. литер. vozík, рус. тележка) и т. п. В центральноморавском диалекте на месте *ȳ (*ī) — /ē/, в североморавском — короткий /y/, в восточноморавском сохранился долгий /ȳ/. Дифтонг ej также возможен на месте односложного aj (ej < *aj), в данном случае совпадающий с литературным вариантом: nejdelší (чеш. литер. nejdelší, рус. самый длинный).
4. Случаи сужения ē (ē > ī) в собственно чешских и центральноморавских диалектах, встречающиеся отчасти и в литературном языке: dobrí mlíko (рус. хорошее молоко). Для остальных групп диалектов характерно сохранение ē (e).
5. Наличие дифтонга /ou̯/ — /ou̯/ < *ū — известного и в литературном языке (кроме позиции в начале корня): mou̯ka (чеш. литер. mouka, рус. мука), nesou̯ (чеш. литер. nesou, рус. они несут), ou̯skej (чеш. литер. úzký, рус. узкий) и т. п. В центральноморавских диалектах /ou̯/ перешло в /ō/, в остальных диалектах изменений *ū не происходило, в восточноморавском сохранился долгий /ū/, в североморавском он стал кратким — /u/.
6. Наличие в большинстве собственно чешских диалектов только трёх парных мягких согласных, как и в литературном языке: /n’/, /t’/, /d’/. В восточноморавских, североморавских и в соседних с ними центральноморавских говорах, а также в периферийных чешских диалектах (юго-западных и северо-восточных) образует пару также мягкий l’, или нейтральный l и твёрдый ł (или губно-губной u̯ на его месте). Помимо этого в североморавских диалектах употребляются мягкие s’, z’ и в североморавско-польском пограничье, а также в ряде восточноморавских и в окраинных южно-чешских говорах — мягкие губные согласные.
7. Наличие протетического v: vokno (чеш. литер. okno, рус. окно), von (чеш. литер. on, рус. он). Протеза перед o отсутствует в ряде чешских говоров, в частности, в дудлебских. В заимствованных словах v не встречается.
8. Ассимиляция согласных по глухости/звонкости, прежде всего в группе sh (произношение группы sh как [sx]): na_schledanou̯ (рус. до свидания) в отличие от восточных центральноморавских, восточноморавских и североморавских диалектов — na_zhledanó.
9. Глухой тип сандхи: uš_abis_ut’íkal (рус. ты бы уже бежал) в отличие от восточных центральноморавских, восточноморавских и североморавских диалектов со звонким типом сандхи — už_abiz_ut’ekal. Глухой тип характерен для литературного чешского языка.

### Морфология
1. Бо́льшая дифференциация в чешских диалектах твёрдых и мягких типов склонения имён и местоимений по сравнению с моравскими из-за отсутствия в последних древнечешских перегласовок ä (из *ę, *’a, *ьja) > ě и ’u (в том числе из *ьju) > i или из-за аналогического устранения их результатов: в именительном падеже единственного числа naša ulice (рус. наша улица) в отличие от центральноморавских, восточноморавских и североморавских диалектов — naša ulica, в винительном падеже единственного числа naši ulici (рус. нашу улицу) в отличие от — našu ulicu. В определённой мере это относится и к спряжению глаголов: в 1-м лице единственного числа настоящего времени chci (рус. хочу) в отличие от центральноморавских, восточноморавских и североморавских диалектов — chcu.
2. Окончание /í/ прилагательных в именительном и винительном падеже во всех родах: dobrí lidi (рус. хорошие люди), dobrí školy (рус. хорошие школы), dobrí jídla (рус. хорошая еда) и т. п.
3. Формы глаголов 3-го лица множественного числа настоящего времени типа prosit (рус. просить), umět (рус. уметь): prosej(í/i) (рус. просят), um’ej(í/i) (рус. умеют) в центральночешском и северо-восточном чешском диалектах, prosí, umí в юго-западном чешском диалекте в отличие от центральноморавского — prosijó, umijó, восточноморавского — prosí/prosá/prosijú/prosyjú/prosyjá, umí/umjá/umijú/um’ijá и североморавского — prosa/pros’o/prošy/prošu, umja/umjo/umi/umju.
4. Формы глаголов 1-го лица множественного числа глаголов настоящего времени на -me/-m, как и в других чешских диалектах, исключая североморавские с окончанием -my/-m: neseme/nesem (рус. мы несём) в отличие от североморавского — n’esemy/n’esem.
5. Окончание -ma, общее для всех форм в творительном падеже: těma našima dobrejma lidma (рус. теми нашими хорошими людьми), školama (рус. школами), jídlama (рус. едой), chlapcema (рус. мальчиками), šicima strojema (рус. швейными машинами), polema (рус. полями), telatama (рус. телятами) и т. п.
6. Отсутствие -l после согласных в причастиях прошедшего времени мужского рода единственного числа: přines (чеш. литер. přinesl, рус. принёс), řek (чеш. литер. řekl, рус. сказал) и т. д.

### Лексика
Лексические диалектные различия характеризуются в основном противопоставлением собственно чешских вместе с западными центральноморавскими диалектами остальным моравским диалектам: чешское žito (рус. рожь) — моравское rež; чешское ves (vesnice) (рус. деревня) — моравское d’ed’ina; чешское kluk (рус. парень) (на юго-западе — chlapec, на северо-востоке — hoch) — восточно-моравское pachołek, северо-моравское synek; чешское dělat (рус. делать, работать) — северо-моравское robit’/robic’/robič и т. д.